# Jacqui Naylor
| Jacqui Naylor                             | Jacqui Naylor                             |
| Kattints az alábbi külső linkek egyikére! | Kattints az alábbi külső linkek egyikére! |
| ----------------------------------------- | ----------------------------------------- |
| Nem található szabad kép.(?)              |                                           |
| külső link · jogvédett                    | Jacqui Naylor                             |

Jacqui Naylor (1960 körül, Saratoga, Kalifornia, –) amerikai énekesnő. A dzsessz, a pop és a rock műfajaiban egyaránt otthonos.

## Pályafutása
A San Francisco State University adta ki diplomájáját marketing szakon.
A Color Five együttessel öt felvétele készült, mindegyik újszerű dzsessz-hangzással. „Van itt igazi zseni” – mondta róla a legendás DJ, Ken Dashow.
Jacqui Naylor besorolhatatlan énekesnő. Van, amikor szokásos vokális dzsesszt ad elő, máskor viszont inkább a folk-rockot énekel, de az alternatív megközelítés sem áll távol tőle. Mintha hangulatától függne egy adott pillanatban, hogy Cassandra Wilsont, Claire Martint, Sarah McLachlant, Shawn Colvin számait veszi-e elő.

## Lemezek
- The Long Game, 2020
- Q&A, 2017
- Sunshine and Rain, 2015
- Dead Divas Society, 2013
- Lucky Girl – A Portrait of Jacqui Naylor, DVD, 2012
- Lucky Girl, 2011
- You Don't Know Jacq, Ruby (US), 2008
- Smashed For The Holidays, 2007
- Color Five, 2006
- Live East-West: Birdland/Yoshi's, 2005 (2 CDs)
- Shelter, 2003
- Live At The Plush Room, 2001
- Jacqui Naylor, 1999

- The Long Game, 2021